# Borgo Virgilio
Borgo Virgilio est une commune italienne de la province de Mantoue dans la région Lombardie, créée avec effet au 25 mai 2014 de la fusion des anciennes communes de Borgoforte et Virgilio.
Le territoire de la commune de Borgo Virgilio est inclus dans le parc naturel régional du Mincio.

## Géographie

### Communes limitrophes
Bagnolo San Vito, Marcaria, Curtatone, Mantoue, Motteggiana, San Benedetto Po, Viadana.

## Administration
| Période                                  | Période | Identité         | Étiquette | Qualité |
| ---------------------------------------- | ------- | ---------------- | --------- | ------- |
| Les données manquantes sont à compléter. |         |                  |           |         |
|                                          |         | Francesco Aporti |           |         |